# Рок-фестиваль

Гурт Brio на фестивалі Рурисько

Рок-фестиваль («рок-фест», англ. Rock fest) — масштабний концерт рок-музики на відкритому майданчику, що складається з декількох заходів, і часто проходить декілька днів. Перші рок-фестивалі на Заході почали проводитися наприкінці 1960-х років і стали важливими соціально-культурними аспектами. У 1980-х виникла хвиля фестивалів, що проводяться з благодійними цілями. Сьогодні багато фестивалів проводяться щорічно і спонсоруються великими корпораціями. Деякі власники радіостанцій проводять так звані «радіо-фестивалі» (англ. radio festival), запрошуючи рок-гурти тільки певних стилів (відповідно до формату радіостанції).
Перші рок-фестивалі привернули значну увагу засобів масової інформації. Найпершим із них став Jazz Bilzen у Бельгії у 1965 році. Мав протягом багатьох років велику кількість виконавців, таких як Moody Blues, Taste, Рорі Галлагер, Кет Стівенс, Small Faces, The Move, Deep Purple, Black Sabbath, The Kinks, The Troggs, Procol Harum, Golden Earring, Bonzo Dog Doo Dah Band, Rod Stewart, Status Quo, Лу Рід, Aerosmith, AC/DC, The Cure, The Kids, Van Morrison, James Brown, Elvis Costello, The Police, Thin Lizzy, The Clash, Blondie, Nils Lofgren і багато інших. Фестиваль проходив 16 років, до 1981 року.

### Рок-фестивалі в Україні

#### F
- Fort.Missia (село Попович)

#### G
- Global East Festival (Київ)
- Grove Fest (Великі Мости)

#### M
- Metal Heads Mission (Євпаторія)

#### P
- PROSTO ROCK (Київ (1997, 1999–2002), Одеса (2012))

#### R
- Respublica (Кам'янець-Подільський)

#### S
- Stare Misto (Львів)

#### W
- Woodstock Україна (село Грибівка)

#### Б
- Бандерштат (Волинська область)
- БезГМО (Чортків)
- Будь вільним (Україна)

#### Г
- Гніздо (фестиваль) (Біла Церква)
- Гоблін Шоу (Одеса)

#### Д
- День Незалежності з Махном (Гуляйполе)
- Дзвін (Канів, Київ)
- Діти Ночі: Чорна Рада (Київ)
- Дунайська січ (Ізмаїл)

#### З
- Завантаження (Львів)
- Захід (Львівська область)
- Зашків (Зашків)

#### К
- Країна Мрій (Київ)
- Крок у майбутнє (Херсон)

#### М
- Мазепа-Фест (Полтава)
- Млиноманія (село Сокілець)

#### Н
- Нівроку (Тернопіль)

#### П
- Підкамінь (Підкамінь)
- Потяг до Яремче (Яремче)

#### Р
- Рок Січ (Труханів острів, Київ)
- Рок-Екзистенція (Київ)
- Рок-Коляда (Львів)
- Руйнація (Львів)
- Рурисько (Бережани)

#### С
- Свірж (село Свірж)
- Славське Рок (селище Славське)
- Слов'янський рок (Київ)
- СХІД-РОК (Тростянець)

#### Т
- Тарас Бульба (фестиваль) (Дубно)

#### Ф
- Файне місто (місто Тернопіль)
- Франко Фест (село Нагуєвичі)

#### Ч
- Чайка (Київ)

#### Ш
- Шешори-2007 (село Шешори)